# Mayar Sherif
Mayar Sherif ook Maiar Sherif Ahmed Abdelaziz (Arabisch: ميار شريف أحمد عبد العزيز) (Caïro, 5 mei 1996) is een tennisspeelster uit Egypte. Sherif begon op vijfjarige leeftijd met het spelen van tennis. Haar favoriete ondergrond is gravel. Zij speelt rechtshandig en heeft een tweehandige backhand. Zij is actief in het internationale tennis sinds 2010.

## Loopbaan
Sinds 2011 komt Sherif voor Egypte uit op de Fed Cup – zij behaalde daar een winst/verlies-balans van 25–13.
In 2019 schreef zij de African Games op haar naam.
In september 2020 kwalificeerde zij zich voor het eerst voor een grandslamtoernooi op Roland Garros. In november won zij als kwalificante het US$100k-ITF-toernooi van Charleston – daarmee kwam zij binnen in de top 150 van de wereldranglijst.
In augustus 2021 nam Sherif namens Egypte deel aan de Olympische spelen in Tokio. Een week later bereikte zij de enkelspelfinale van het WTA-toernooi van Cluj-Napoca – daarmee kwam zij binnen in de top 100 van de wereldranglijst. Op datzelfde toernooi bereikte zij evenzeer de dubbelspelfinale, samen met de Poolse Katarzyna Piter. In september won Sherif haar eerste WTA-titel, op het toernooi van Karlsruhe – in de finale versloeg zij de Italiaanse Martina Trevisan. Op datzelfde toernooi bereikte zij, terug met Piter, ook hier de dubbelspelfinale.
In april 2022 won Sherif haar tweede enkelspeltitel, op het WTA-toernooi van Marbella. In mei won zij op het WTA-toernooi van Karlsruhe de titel in het enkelspel (waarmee zij nipt aanhaakte aan de mondiale top 50) alsmede die in het dubbelspel (waardoor zij binnenkwam op de top 100). In november won zij haar vijfde enkelspeltitel op het WTA-toernooi van Colina, waar zij ook de dubbelspelfinale bereikte maar verloor.
In juni 2023 won Sherif haar zesde enkelspeltitel, op het WTA-toernooi van Makarska. De week erop pakte zij haar zevende, in Valencia.
In november 2024 pakte Sherif in Colina dan toch de dubbelspeltitel, haar derde, ditmaal samen met de Servische Nina Stojanović. Een week later won zij haar achtste enkelspeltitel op het WTA 125-toernooi van Buenos Aires.
In maart 2025 veroverde Sherif haar vierde dubbelspeltitel, op het WTA 500-toernooi van Mérida.

## Persoonlijk
In de periode 2014–2018 studeerde zij aan de Fresno State en aan de Pepperdine-universiteit van Californië, met als hoofdvak Sportgeneeskunde.

## Posities op deWTA-ranglijst
Positie per einde seizoen:
| jaar | rang enkelspel | rang dubbelspel |
| ---- | -------------- | --------------- |
| 2013 | 641            | 700             |
| 2014 | 865            | –               |
| 2017 | 780            | 1049            |
| 2019 | 212            | 461             |
| 2020 | 132            | 189             |
| 2021 | 61             | 142             |
| 2022 | 63             | 123             |
| 2023 | 49             | 159             |
| 2024 | 100            | 143             |

## Resultaten grandslamtoernooien
| Legenda | Legenda                          |
| ------- | -------------------------------- |
| g.t.    | geen toernooi gehouden           |
| l.c.    | lagere categorie                 |
| –       | niet deelgenomen                 |
| G       | uitgeschakeld in de groepsfase   |
| 1R      | uitgeschakeld in de eerste ronde |
| 2R      | uitgeschakeld in de tweede ronde |
| 3R      | uitgeschakeld in de derde ronde  |
| 4R      | uitgeschakeld in de vierde ronde |
| KF      | uitgeschakeld in de kwartfinale  |
| HF      | uitgeschakeld in de halve finale |
| F       | de finale verloren               |
| W       | het toernooi gewonnen            |
| w-v     | winst/verlies-balans             |

### Enkelspel
| toernooi        | 2020 | 2021 | 2022 | 2023 | 2024 | 2025 |
| --------------- | ---- | ---- | ---- | ---- | ---- | ---- |
| Australian Open | –    | 2R   | 1R   | 1R   | 1R   | 1R   |
| Roland Garros   | 1R   | –    | 2R   | 2R   | 2R   |      |
| Wimbledon       | g.t. | –    | –    | 1R   | 1R   |      |
| US Open         | –    | 1R   | 1R   | 1R   | 1R   |      |

### Vrouwendubbelspel
| toernooi        | 2022 | 2023 | 2024 |
| --------------- | ---- | ---- | ---- |
| Australian Open | 1R   | 1R   | –    |
| Roland Garros   | –    | 1R   | –    |
| Wimbledon       | –    | 1R   | 2R   |
| US Open         | 2R   | 1R   | –    |

## Palmares
| Legenda                 |
| ----------------------- |
| Grandslamtoernooi       |
| Olympische Spelen       |
| Year-End Championships  |
| Premier Mandatory       |
| Premier Five / WTA 1000 |
| Premier / WTA 500       |
| International / WTA 250 |
| Challenger / WTA 125    |

### WTA-finaleplaatsen enkelspel
| nr.              | finale     | toernooi          | ondergrond | tegenstandster        | score         |         |
| ---------------- | ---------- | ----------------- | ---------- | --------------------- | ------------- | ------- |
| gewonnen finales |            |                   |            |                       |               |         |
| 1.               | 2021-09-12 | WTA Karlsruhe     | gravel     | Martina Trevisan      | 6-3, 6-2      | details |
| 2.               | 2022-04-03 | WTA Marbella      | gravel     | Tamara Korpatsch      | 7-6, 6-4      | details |
| 3.               | 2022-05-15 | WTA Karlsruhe     | gravel     | Bernarda Pera         | 6-2, 6-4      | details |
| 4.               | 2022-10-01 | WTA Parma         | gravel     | Maria Sakkari         | 7-5, 6-3      | details |
| 5.               | 2022-11-13 | WTA Colina        | gravel     | Kateryna Baindl       | 3-6, 7-6, 7-5 | details |
| 6.               | 2023-06-11 | WTA Makarska      | gravel     | Jasmine Paolini       | 2-6, 7-6, 7-5 | details |
| 7.               | 2023-06-18 | WTA Valencia      | gravel     | Marina Bassols Ribera | 6-3, 6-3      | details |
| 8.               | 2024-12-01 | WTA Buenos Aires  | gravel     | Katarzyna Kawa        | 6-3, 4-6, 6-4 | details |
| 9.               | 2025-05-17 | WTA Parma         | gravel     | Victoria Mboko        | 6-4, 6-4      | details |
| verloren finales |            |                   |            |                       |               |         |
| 1.               | 2021-08-08 | WTA Cluj-Napoca   | gravel     | Andrea Petković       | 1-6, 1-6      | details |
| 2.               | 2024-05-05 | WTA Lleida        | gravel     | Kateřina Siniaková    | 4-6, 6-4, 3-6 | details |
| 3.               | 2024-05-18 | WTA Parma         | gravel     | Anna Schmiedlová      | 5-7, 6-2, 4-6 | details |
| 4.               | 2024-05-25 | WTA Rabat         | gravel     | Peyton Stearns        | 2-6, 1-6      | details |
| 5.               | 2024-06-09 | WTA Makarska      | gravel     | Katie Volynets        | 2-3, 2-6, 1-6 | details |
| 6.               | 2024-07-14 | WTA Contrexéville | gravel     | Lucia Bronzetti       | 4-6, 7-6, 5-7 | details |

### WTA-finaleplaatsen vrouwendubbelspel
| nr.              | finale     | toernooi         | ondergrond | partner           | tegenstandsters                      | score            |         |
| ---------------- | ---------- | ---------------- | ---------- | ----------------- | ------------------------------------ | ---------------- | ------- |
| gewonnen finales |            |                  |            |                   |                                      |                  |         |
| 1.               | 2022-05-15 | WTA Karlsruhe    | gravel     | Panna Udvardy     | Jana Sizikova Alison Van Uytvanck    | 5-7, 6-4, [10-2] | details |
| 2.               | 2024-09-14 | WTA Monastir     | hardcourt  | Anna Blinkova     | Alina Kornejeva Anastasija Zacharova | 2-6, 6-1, [10-8] | details |
| 3.               | 2024-11-22 | WTA Colina       | gravel     | Nina Stojanović   | Léolia Jeanjean Kristina Mladenovic  | walk-over        | details |
| 4.               | 2025-03-02 | WTA Mérida       | hardcourt  | Katarzyna Piter   | Anna Danilina Irina Chromatsjova     | 7-6, 7-5         | details |
| verloren finales |            |                  |            |                   |                                      |                  |         |
| 1.               | 2021-08-08 | WTA Cluj-Napoca  | gravel     | Katarzyna Piter   | Natela Dzalamidze Kaja Juvan         | 3-6, 4-6         | details |
| 2.               | 2021-09-12 | WTA Karlsruhe    | gravel     | Katarzyna Piter   | Irina Maria Bara Ekaterine Gorgodze  | 3-6, 6-2, [7-10] | details |
| 3.               | 2022-01-09 | WTA Melbourne    | hardcourt  | Tereza Martincová | Bernarda Pera Kateřina Siniaková     | 2-6, 7-6, [5-10] | details |
| 4.               | 2022-11-13 | WTA Colina       | gravel     | Tamara Zidanšek   | Jana Sizikova Aldila Sutjiadi        | 1-6, 6-3, [7-10] | details |
| 5.               | 2024-05-04 | WTA Lleida       | gravel     | Katarzyna Piter   | Nicole Melichar-Martinez Ellen Perez | 5-7, 2-6         | details |
| 6.               | 2024-12-01 | WTA Buenos Aires | gravel     | Laura Pigossi     | Maja Chwalińska Katarzyna Kawa       | 4-6, 6-3, [7-10] | details |